# 성도착

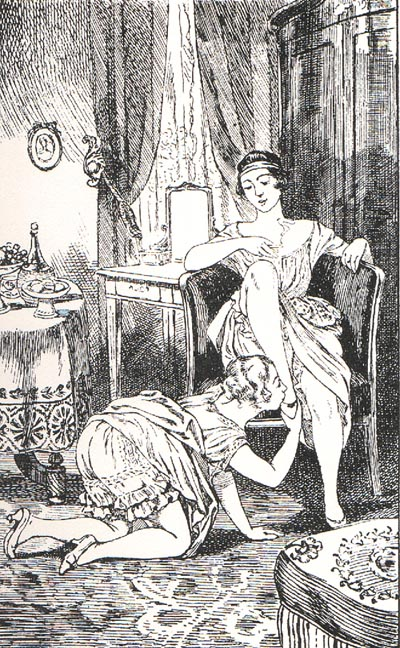

성도착(性倒錯, 영어: paraphilia, 구명칭: sexual perversion 또는 sexual deviation)은 심리학 및 성과학 용어로, (1) 인간 이외의 대상이나, (2) 자신이나 상대방이 느끼는 고통이나 굴욕감, 혹은 (3) 어린이나 기타 관계에 동의하지 않는 이들에 대한, 다양한 종류의 지속적이고 강렬한 성적 환상, 욕구 및 행동(성적 흥분을 포함)을 가리키는 말이다. 성도착은 상호간의 애정에 기반한 성적 활동에 지장을 주기도 한다. 또한 꼭 장애나 이상이 있지 않은 경우에도, 일반적인 의미에서 비주류적인 성애활동을 성도착이라고 부르기도 한다. 또한 대체로 성적 대상으로 여겨지지 않는 물건에 대한 성애도 포함될 수 있다. 일반적으로 변태성욕으로 알려진바있다.

## DSM-5
DSM-5에서는 변태성욕장애(Paraphilic Disorders)분류에서 관음장애 (Voyeuristic Disorder), 노출장애 (Exhibitionistic Disorder),마찰도착장애( Frotteuristic Disorde),성적피학장애(Sexual Masochism Disorder),성적가학장애(Sexual Sadism Disorder), 소아성애장애( Pedophilic Disorder),물품음란장애(Fetishistic Disorde),복장도착장애 Transvestic Disorder)등을 정의하고있다.

## 같이 보기
- 발달심리학
- 성범죄
- 성도착 목록